# Castleconnell

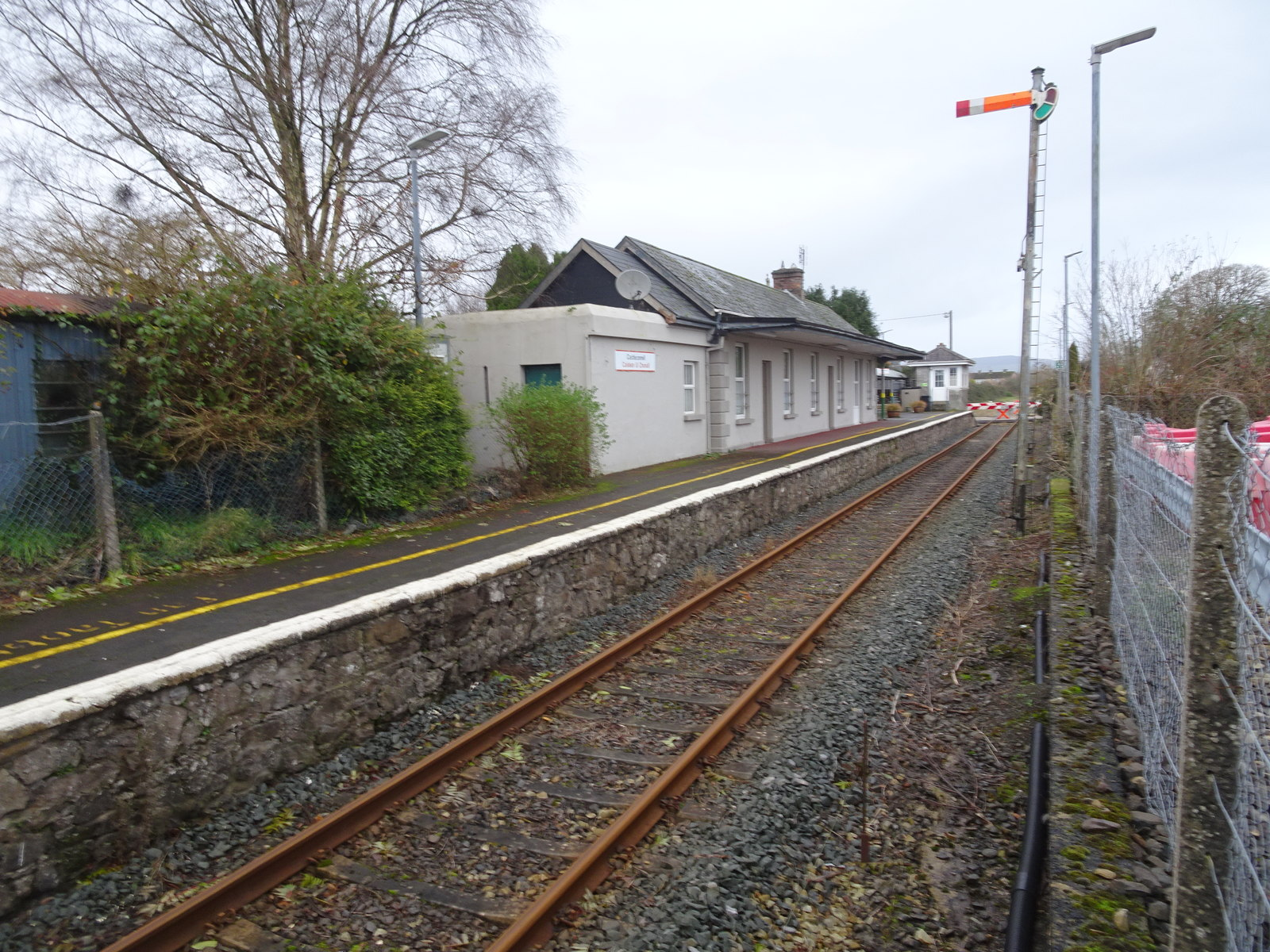
Järnvägsstationen i Castleconnell.

Castleconnell (iriska: Caisleán Uí Chonaill) är en ort i grevskapet Limerick i Republiken Irland. Orten ligger vid floden Shannon, cirka 11 kilometer nordost om centrala Limerick. Tätorten (settlement) Castleconnell hade 2 107 invånare vid folkräkningen 2016.